# Nathan Seiberg
Nathan "Nati" Seiberg (Tel Aviv, 22 de setembro de 1956) é um físico teórico estadunidense, nascido em Israel.
Trabalha com teoria das cordas.